# 4749 Ledzeppelin
4749 Ledzeppelin eller 1989 WE1 är en asteroid i huvudbältet som upptäcktes den 22 november 1989 av den japanskA astronomen Nobuhiro Kawasato vid Uenohara. Den är uppkallad efter det brittiska rockbandet Led Zeppelin.
Asteroiden har en diameter på ungefär 14 kilometer och den tillhör asteroidgruppen Eos.